# Lesley Roy
Lesley Roy (ur. 17 września 1987 w Balbriggan) – irlandzka piosenkarka power popowa.

## Kariera muzyczna
Podpisała kontrakt z Religion Music i ma podpisaną licencję z Jive Records. 30 września 2008 wydała debiutancki album studyjny pt. Unbeautiful, który promowała singlem „I'm Gone, I'm Going”. Jej utwory często wykorzystywane są jako soundtracki, głównie w serialach puszczanych w MTV. W 2009 wystąpiła jako support podczas trasy koncertowej David Archuleta Solo Tour 2009.
5 marca 2020 została ogłoszona przez Raidió Teilifís Éireann reprezentantką Irlandii z utworem „Story of My Life” w 65. Konkursie Piosenki Eurowizji, który 18 marca został odwołany z powodu pandemii COVID-19. W kwietniu wystąpiła w projekcie Eurovision Home Concerts. W maju 2021 reprezentowała Irlandię z utworem „Maps” w Konkursie Piosenki Eurowizji w Rotterdamie, zajęła ostatnie miejsce w pierwszym koncercie półfinałowym.